# Ettore Bastianini
Ettore Bastianini (Siena (Toscana), 24 de setembre, 1922 – Sirmione (Llombradia), 25 de gener, 1967), va ser un baríton italià.

## Biografia
Orígens i estudis

Nascut a Via Paolo Mascagni (antiga Via di Stalloreggi di fuori), a la Contrada della Pantera, Bastianini va passar la seva infantesa en condicions força humils, i no va conèixer el seu pare. De nen, mentre treballava com a aprenent d'un pastisser amant de la música, va tenir la sort de caure en la pell d'una família d'artistes, els Ammanatis, que van notar la generositat de la seva veu i li van oferir, a més al suport moral, també les seves primeres lliçons de cant. La senyora Fathima Ammanati, de fet, va ser la seva primera mestra, i gràcies a ella, que havia reconegut la corda del baix a Bastianini, va debutar l'any 1940 en una sèrie de concerts a Siena i els seus voltants.

## Carrera de baix 1940-1951
Ja l'any 1941 Bastianini va ser acollit al Centre de Formació del Teatre Lirico del Comunale de Florència, llavors dirigit per Mario Labroca. El seu debut escènic va tenir lloc als 23 anys en el paper de Colline a La bohème a Ravenna. Els segueix Basilio, a El barber de Sevilla, a Pisa el novembre de 1946, i al El Caire, el mateix hivern. , que afegeix, sempre en sòl egipci, Raimondo a Lucia di Lammermoor. El debut al Giardino di Boboli a Florència va tenir lloc el 5 de juny de 1947, com a Colline amb Rolando Panerai, més tard cantat també al Teatro Metastasio de Prato, seguit de dos debuts com Ferrando a Il trovatore i Ramfis a Aïda, respectivament a Cesena i Palerm.
El 1948 va cantar per primera vegada al "Teatro Regio di Parma", com Alvise a La Gioconda al costat de la aleshores famosa Maria Pedrini, Arrigo Pola i Mario Pierotti dirigit per Oliviero De Fabritiis.
La carrera de baix de Bastianini, tot i que no és especialment cridanera, sembla haver anat ben encaminada des dels inicis, sobretot en l'àmbit de l'òpera contemporània: el 24 d'abril de 1948, de fet, va debutar al La Scala com a Tiresia a Oedipus Rex de Stravinski, al costat de Suzanne Danco i Mario Petri dirigit per Nino Sanzogno. El mateix any va ser Colline a La bohème dirigida per Francesco Molinari Pradelli amb Renata Tebaldi, Mario Filippeschi i Piero Guelfi al Teatro Lirico de Torí.
El 1949 va fer una gira egípcia, amb Aida, Barbiere i Trovatore, i a Caracas (debut sud-americà) amb Aida,  Bohème i Lucia. Al desembre, debut al Liceu de Barcelona, com Giorgio Walton a I puritani i a Parma Cirillo a Fedora  amb Giacinto Prandelli i l'oncle Bonzo a Madama Butterfly.
El primer trimestre de 1950 va veure Bastianini molt ocupat al Caire i Alexandria, en papers en els quals ja havia treballat, als quals es van afegir Lothario a Mignon i Abimelec a Samson et Dalila, al costat de Gianna Pederzini. Al maig és el comte Rodolfo a La sonnambula amb Cesare Valletti a Parma. A l'octubre, al "Teatro Alfieri" (Torí), Bastianini interpreta el paper de Tobia Mika a The Bartered Bride de Smetana dirigida per Franco Ghione amb Alvinio Misciano, i, el 29 de desembre, canta en el seu primer concert de ràdio "Martini & Rossi".
Va tornar al Caire a la primavera de 1951, amb un debut notable a Guillaume Tell; a la part de Gualtiero (Bechi va cantar el paper homònim) i al maig Colline a La bohème dirigida per Gianandrea Gavazzeni amb Giuseppe Campora al Teatre Alfieri de Torí.

## Carrera de baríton 1952-1965
Després de vuit anys d'una carrera digna que, tot i que amb una sèrie d'èxits significatius, no havia aconseguit donar al cantant un èxit internacional, Bastianini va conèixer a Torí un mestre: Luciano Bettarini, amb qui va començar un llarg any de sacrificis i estudis, per passar a la corda del baríton.
L'any 1952 (17 de gener), amb resultats força modestos, el nou baríton va debutar al "Teatro dei Rinnovati" de Siena, en el paper de Giorgio Germont a La traviata. Va seguir Rigoletto, a la "Fortezza Medicea" de la ciutat toscana El setembre de 1952 va cantar a l'estrena mundial dArsa del Giglio de Giuseppe Pietri a Portoferraio. La primera confirmació de Bastianini com a baríton va tenir lloc a finals de desembre de 1952, al Teatre Comunale de Florència, amb el debut del paper del príncep Jeletzki a Píkovaia dama de Txaikovski dirigida per Artur Rodziński amb Sena Jurinac i Pederzini, un producció de la qual l'enregistrament radiofònic.
A principis de 1953, Bastianini estava compromès, a Hamburg, en una emissió radiofònica de Tabarro de Puccini, publicat en CD. Va seguir, a finals de gener, el seu debut, de nou a Florència, en el paper d'Enrico Ashton a Lucia di Lammermoor, al costat de Maria Callas, Giacomo Lauri-Volpi/ Giuseppe Di Stefano  i Raffaele Arié seguits de Figaro a El barber de Sevilla. Al Teatro Carlo Felice de Gènova interpreta Olivier a Capriccio de Strauss amb Jolanda Gardino, i, de tornada a Florència, Andrea Bolkonskij a Guerra i pau de Prokófiev amb Rosanna Carteri, Fedora Barbieri, Franco Corelli, Mirto Picchi i Italo Tajo.
Van seguir, a Augsburg, Amonasro a Aida (Amneris era Oralia Domínguez) i Don Carlo a La forza del destino, amb Leonie Rysanek . El seu debut a Andrea Chénier (Carlo Gérard) va tenir lloc a l'Alfieri de Torí amb Ugo Novelli, seguit de la part de Crist a oratori de la Passió de Lorenzo Perosi, a Perusa (que va ser gravat per un membre del públic). Però potser l'esdeveniment més important d'aquest any 1953 va ser el debut a la Metropolitan Opera House Metropolitan de Nova York, com Germont a La traviata dirigida per Fausto Cleva amb Licia Albanese i Richard Tucker, Count di Luna a Il trovatore amb Kurt Baum, Zinka Milanov i Nicola Moscona, i Enrico a 'Lucia' al costat de col·legues il·lustres com Lily Pons, Jan Peerce i James McCracken el 1954.
Al Teatro La Fenice de Venècia va debutar el 1954 com Enrico Ashton a Lucia di Lammermoor amb Callas i Giorgio Tozzi. El 1954 les noves parts són Atanaele a Thaïs de Massenet a Trieste (gravat i publicat), Melchiorre a Amahl de Menotti a Gènova, lEugene Onieghin de Txaikovski a La Scala amb Renata Tebaldi, Giuseppe Di Stefano, Cloe Elmo, Antonio Zerbini, Enrico Campi i Mario Carlin, Mazeppa del mateix compositor, juntament amb Magda Olivero i Boris Christoff a Florència, Rigoletto de Verdi al Terme di Caracalla i a Augusta i Marcello a La bohème amb Clara Petrella i Giuseppe Campora/Gianni Raimondi al Teatro Nuovo de Torí.
Al novembre, el retorn al Metropolitan, amb Traviata, Amonasro a Aida amb Mario Del Monaco i Cesare Siepi, Carlo Gérard a Andrea Chénier amb Del Mònaco, Herva Nelli, Rosalind Elias, Alessio De Paolis, Frank Valentino i Salvatore Baccaloni, i el 1955 l'assumpció de dos nous papers al Met: Marcello a La bohème amb Dorothy Kirsten i, un personatge estimat entre tots, Rodrigo a Don Carlo amb Jerome Hines.
La primavera de 1955 va ser tota nord-americana, amb les gires del Met a Filadelphia, Cleveland, Boston, Houston i Dallas, amb Bohème i Traviata. El 28 de maig, fita en la carrera del baríton sienès, l'estrena de La traviata a La Scala, dirigida per Visconti, amb Callas al paper principal, dirigida per Carlo Maria Giulini i al juny al "Teatro dell'Opera" de Roma amb Virginia Zeani i Giacinto Prandelli dirigits per Vincenzo Bellezza. Retorn a Amèrica a l'octubre, amb debuts a l'Òpera de Chicago a I puritani (Sir Riccardo Forth) amb Nicola Rossi-Lemeni, i a Il trovatore amb Jussi Björling, en ambdós casos dirigit per Nicola Rescigno al costat de la Callas. Al Met repeteix Aïda, protagonitzada per Tebaldi, i Andrea Chénier amb Milanov. Al desembre és Michele a Il tabarro dirigida per Gabriele Santini amb Virgilio Carbonari a Florència on el gener de 1956 és Barnaba a La Gioconda amb Anita Cerquetti, Ebe Stignani i Gianni Poggi, al maig Giorgio Germont a La traviata dirigida per Tullio Serafin amb Tebaldi i Nicola Filacuridi i al juny Rodrigo de Posa a Don Carlo dirigida per Antonino Votto amb Angelo Loforese i Giulio Neri.
Els moments més destacats de 1956 van ser la reactivació de la producció de Visconti de La traviata a La Scala durant vuit actuacions, el retorn ara habitual al Met amb La Bohème, Rigoletto amb Risë Stevens i Lucia, el debut en el paper de Renato a l'estrena de A Masked Ball dirigida per Gianandrea Gavazzeni amb Eugenia Ratti a La Scala, la de Fígaro a El barber de Sevilla al "Teatro Comunale di Bologna" dirigit per Oliviero De Fabritiis amb Afro Poli i Paolo Montarsolo i a l'Arena di Verona amb Cesare Valletti i Renato Capecchi i a La favorita (ja gravada l'any anterior a Florència amb Simionato) a Monterrey, que el veu competir per primera vegada també en el paper de Tonio a Pagliacci, Faust, en el paper de Valentino, a Nàpols al costat de Marcella Pobbe. A l'agost va debutar a Bilbao a Il trovatore amb Giulietta Simionato, Mario Filippeschi, Ivo Vinco i Angelo Mercuriali i al setembre va ser Rigoletto amb Gianna D'Angelo, Rina Cavallari i Agostino Ferrin.
El 1957 va interpretar a Renato a Un ballo in maschera a Florència i va cantar La traviata amb Alfredo Kraus i Pagliacci amb Corelli a Bilbao. Noves parts: Escamillo a Carmen de Bizet, al Metropolitan amb Risë Stevens i a l'Arena de Verona, i el rei Carles a Ernani de Bizet dirigida per Dimitri Mitropoulos amb Del Monaco, a Florència, en una producció que s'ha mantingut famosa (i publicada en CD), al costat de Del Monaco i Anita Cerquetti. Va debutar a Ciutat de Mèxic a Carmen i Aida. L'any acaba amb el triomf de Un ballo in maschera de La Scala, amb Callas, Di Stefano i Gavazzeni al podi.
A principis de 1958 Bastianini va abordar el paper de Michonnet a l'estrena de Adriana Lecouvreur de Francesco Cilea, amb Franco Calabrese, Simionato i Mercuriali a La Scala i Escamillo a Carmen  amb Corelli i Barbieri al Teatro Regio di Parma. A l'abril va ser Belcore a l'estrena de L'elisir d'amore amb Renata Scotto i Giuseppe Taddei a La Scala. A Nàpols participa, com a protagonista, en el revival de La bohème de Leoncavallo (conservat en el registre).
Va debutar en el paper de Scarpia (Tosca) al San Carlo, i Ernesto en el famós revival de Il pirata de Bellini a la Scala, amb Corelli, Callas. i Plinio Clabass. De nou al San Carlo, va fer una notable actuació a La forza del destino del mateix any, de la qual n'hi ha una versió en vídeo.
Al juny, de nou a Milà, Ettore canta per primera vegada un dels seus millors papers: Nabucco de Verdi, a l'estrena al costat de Cerquetti i Nicola Zaccaria i el baró Scarpia a Tosca durant el viatge a l'Expo 1958 a Brussel·les amb Tebaldi i Di Stefano.
Al juliol va debutar al Festival de Salzburg: primera trobada amb el gran director Herbert von Karajan, com Rodrigo a Don Carlo amb la Wiener Philharmoniker, Eugenio Fernandi i Anneliese Rothenberger, en què relata un triomf memorable. Encara a Nàpols és Michonnet a Adriana Lecouvreur amb Mario Rossi i a Bilbao canta Un ballo in maschera amb Ferruccio Tagliavini i Pia Tassinari, Ernani dirigida per Arturo Basile amb Pier Miranda Ferraro i El barber de Sevilla.
Després d'una llarga i exitosa gira per les Amèriques, i el seu debut a la Wiener Staatsoper de Viena (una ciutat que el portarà triomfant a cada actuació), com Rigoletto dirigida per Alberto Erede amb Hilde Güden i Mario Petri, Rodrigo a Don Carlo, Giorgio Germont a La traviata i René Ankarström a Un ballo in maschera amb Birgit Nilsson (paper que interpretarà en 23 representacions vieneses fins al 1964), el desembre Bastianini forma part del repartiment de l'estrena italiana dEracle en italià de Händel, en el paper de Lica encomanat inicialment a un contralt dirigit per Lovro von Matačić amb Elisabeth Schwarzkopf a La Scala on l'any 1959 va ser Marcello a l'estrena de La bohème amb Giorgio Tadeo i Mariella Adani, Don Carlo a l'estrena de Ernani amb Margherita Roberti  i Piero De Palma, Michele a l'estrena dIl tabarro i El comte de Luna a l'estrena d'Il trovatore.
L'any 1959 va ser l'any dels primers èxits vienesos: a la capital austríaca Bastianini va cantar, en pocs mesos, a Un ballo in maschera, Don Carlo, Tonio (Taddeo) a Pagliacci amb Eberhard Waechter, el baró Scarpia a Tosca amb Erich Kunz, Rigoletto i Carmen, intercalats amb actuacions a La Scala (Escamillo a Carmen amb Gabriella Tucci) i en altres teatres (debut a Bilbao a Il trovatore). Com a prova de la resistència física de Bastianini, n'hi hauria prou amb examinar la setmana del 16 al 24 de juny: els dies 16 i 20 Ettore es va dedicar a Don Carlop i Rigoletto a Viena, el 23 a La Scala per a un tercer acte d'Ernani, i el dia 24 torna a Viena a Pagliacci.
El 8 de juliol és Nabucco dirigida per Bruno Bartoletti amb Miriam Pirazzini i Gastone Limarilli als Jardins de Boboli de Florència, al setembre Aida a Bilbao i el 7 d'octubre Rigoletto dirigida per Franco Mannino amb Kraus i Vinco al "Teatre Donizetti" de Bèrgam. Al novembre, després d'una sèrie dAdriana Lecouvreur a Nàpols, amb Corelli, Simionato i Olivero (l'enregistrament és històric), Bastianini torna als Estats Units, a Dallas per acompanyar Callas en les seves últimes actuacions de Lucia di Lammermoor, i per il·lustrar-se a El Barber. Al juliol Bastianini havia estat aclamat capità per la seva Contrada. El 26 de desembre, Anckarström a A Masked Ball amb Adriana Lazzarini a Roma.
El 1960 va ser Carlo Gérard a l'estrena d'Andrea Chénier amb Del Monaco, Tebaldi i Fiorenza Cossotto a La Scala. El Met reobre les seves portes al baríton de trenta-sis anys amb Don Carlo a La forza del destino dirigida per Thomas Schippers amb Fernando Corena, Trovatore amb Bergonzi, Stella i Giulietta Simionato, Andrea Chénier, entre febrer i abril de 1960. Això va ser seguit a Milà per un renaixement dUn ballo in maschera com Renato a la primera, a la producció de 1957, però amb Antonietta Stella a lloc de Maria Callas.
Després, de maig a novembre, llevat d'una interrupció de Pagliacci i Cavalleria a Verona, Bastianini es dedica a una sèrie de 32 representacions a Viena, que el veuen com el protagonista absolut de obres ara molt conegudes del seu repertori com Amonasro a Aïda dirigida per André Cluytens amb Christa Ludwig, Flaviano Labò i Gottlob Frick, Marcello a La bohème amb Walter Berry, Carlo Gérard a Andrea Chénier i Don Carlos de Vargas a La forza del destino. Viena troba en Bastianini un nou ídol, i mai el trairà. El 27 de novembre, el rei Carles triomfa a Ernani de Nàpols. El 7 de desembre de 1960, durant la vetllada de gala d'obertura de temporada, pel retorn de Callas a La Scala després de dos anys d'absència, es va recuperar el Poliuto de Donizetti. Ettore interpreta el paper de Severo amb un gran èxit personal (l'enregistrament és el més conegut de l'òpera). El 13 de desembre és Rodrigo en l'estrena de Don Carlo amb Boris Christoff (Felip II) i Nicolai Ghiaurov (Gran Inquisidor).
1961 no difereix gaire de l'any anterior, almenys en la primera part. Ettore canta Don Carlo di Vargas a l'estrena de La forza del destino, Sir Riccardo Forth a l'estrena de I puritani amb Scotto i Lord Enrico Ashton a l'estrena de Lucia di Lammermoor amb Joan Sutherland a La Scala, Renato a Un ballo in maschera dirigit per Franco Capuana amb Carlo Bergonzi a Torí, Carlo Gérard a Andrea Chénier amb Angelo Nosotti a Venècia, en una edició radiofònica de Don Carlo, publicada posteriorment com a disc de llarga durada.
La nova temporada vienesa el troba compromès en 22 actuacions, en un repertori semblant al dels anys passats, intercalats amb Carmen a Verona i Nabucco a Florència (enregistraments d'aquestes produccions existeixen en CD). Bastianini debuta a Berlín, amb Il trovatore, l'1 d'octubre, al costat de Franco Corelli, Fedora Barbieri i Mirella Parutto, i passa tota la temporada de tardor i hivern entre l'Òpera de San Francisco com Amonasro a Aida amb Elinor Ross, Los Angeles i Dallas, amb el comte Anckarstroem (Renato) a Un ballo in maschera amb Graziella Sciutti, Rigoletto amb Mary Costa, Nabucco amb Renato Cioni, Aida i Lucia (amb Joan Sutherland i Plácido Domingo en el paper d'Arturo). A finals d'any, el 7 de desembre, a la vetllada de gala d'obertura de la temporada Scala, és el noble Rolando a La batalla de Legnano, al costat de dos dels seus grans amics, Franco Corelli i Antonietta Stella. La primera va ser emesa i conservada.
Al gener i febrer de 1962, La Scala va portar Bastianini a triomfar en 11 representacions de La favorita de Donizetti com Alfons XI. Va ser seguit pel seu debut a la Royal Opera House, Covent Garden de Londres, com Renato a Un ballo in maschera amb Jon Vickers, Regina Resnik i Amy Shuard. Els primers signes de la malaltia, que es diagnosticaran uns mesos més tard, comencen a ser perceptibles i preocupen Bastianini que, al maig, consulta per primera vegada a Viena un especialista. El públic de la Scala no entén alguns dels seus fracassos durant una actuació de Rigoletto a l'abril; és esbroncat, informant així del primer, amarg fracàs. Viena, en canvi, no deixa d'estimar-lo i aplaudir-lo; Enguany 15 actuacions, en un repertori que ara sembla canonitzat: Aïda, Carmen, Don Carlo etc.
Una gran pàgina de la carrera de Bastianini van ser les sis representacions de Trovatore, a Salzburg, sota la direcció de Von Karajan: l'enregistrament del primer és considerat com un dels millors de l'òpera, ja que compta, a més de la presència d'Ettore, la de Leontyne Price, Franco Corelli i Giulietta Simionato. Entre octubre i novembre: tornada a Los Angeles, San Francisco amb Escamillo a Carmen amb Wilma Lipp, el comte di Luna a Il trovatore, Marcello a La bohème amb Victoria de los Ángeles i Marilyn Horne, Tonio (Taddeo) a Pagliacci i Baron Scarpia a Tosca i Chicago com a Rigoletto dirigit per Pierre Dervaux amb D'Angelo. L'any s'acaba amb la reconciliació amb Milà, en una sèrie de Trovatore que s'inicia el 7 de desembre a la vetllada de gala d'obertura de temporada, de la qual encara queda gravació.

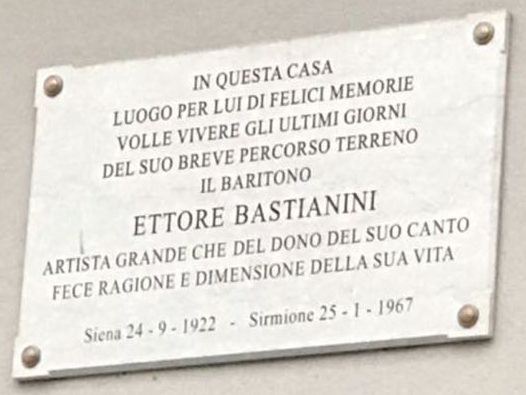
Placa col·locada per Manuela Bianchi Porro a la façana de la casa d'Ettore Bastianini a Sirmione, el 14 de setembre de 2007. Bastianini va morir en aquesta casa el 25 de gener de 1967.

26 actuacions van segellar l'amor mutu entre Ettore Bastianini i Viena el 1963. Va ser a Viena, al gener, on se li va diagnosticar oficialment (l'informe histològic data del 17 de gener de 1963) un limfoepitelioma a la faringe que li costaria la vida. Malgrat l'avanç inexorable del càncer i les dures sessions de radioteràpia, que el van mantenir quiet durant quatre mesos, el cantant posa tota la seva energia en la música. De Salzburg arriba un enregistrament del revival de Trovatore, òpera que també marca el seu debut a Tòquio a l'octubre, on va aconseguir un immens èxit personal.
Al novembre a Viena és el Comte di Luna a Il trovatore dirigit per Karajan amb Ilva Ligabue. L'any acaba amb Rodrigo en l'estrena de Don Carlo a La Scala, al costat, entre d'altres, de Bruno Prevedi, Martti Talvela i Leyla Gencer i en les repeticions d'una molt jove Raina Kabaivanska. Aquest serà el seu darrer compromís a La Scala. Al juliol, Ettore té l'honor i l'alegria de conduir la Contrada della Pantera a la victòria.
Els tractaments especialment onerós (i ineficaços) que es van administrar als anys 60 en l'àmbit oncològic van limitar notablement l'activitat artística de Bastianini, que va romandre inactiu (inexplicablement per als seus contemporanis, inconscients de la malaltia) durant quatre mesos, de juny a octubre. A part d'algunes actuacions força infructuoses de Trovatore a Prato, Ettore es dedica principalment a Viena, en una sèrie de 19 actuacions. Tot i que les seves forces començaven a fallar, el baríton sienès va debutar en el paper de Mephistophélès a La damnation de Faust d'Hector Berlioz a Nàpols el 26 de desembre.
El 1965 serà l'any dels comiats, conscients o no: adéu a Florència com el baró Scarpia a Tosca dirigida per Piero Bellugi, a Viena, a Don Carlo arribant a 142 representacions vieneses, en Japó, amb una sèrie de concerts triomfals i melancòlics (en resta l'enregistrament del primer, a Tòquio), a San Francisco i Los Angeles Gérard a Andrea Chénier amb Tebaldi i Tucker i al Met, primer com Scarpia a Tosca i al desembre, en el paper de Rodrigo di Posa, a Don Carlo dirigit per Thomas Schippers, amb Martina Arroyo i Justino Díaz, superant 80 actuacions al Met, en un adéu amarg i melancòlic a la vida. Un últim debut, però: Iago, a Otello, a aquella ciutat del Caire que l'havia vist, un baix cantant insatisfet amb la seva pròpia capacitat vocal.

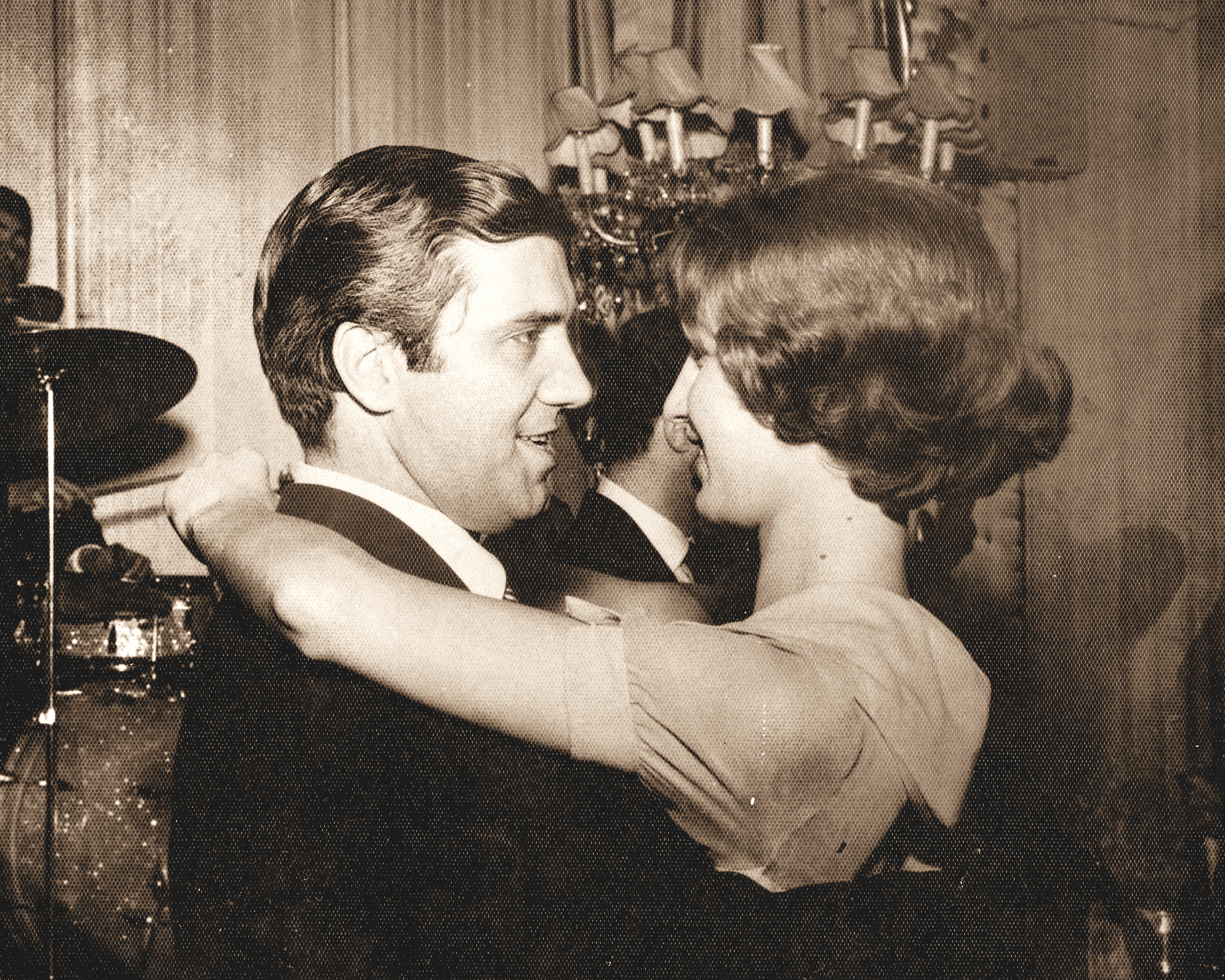
Ettore Bastianini i Manuela Bianchi Porro

L'últim any de la vida de Bastianini es va caracteritzar pel silenci i la solitud, interromput només per unes poques aparicions públiques a la Contrada (la inauguració de la Seu, en gran part per les seves aportacions). El baríton sienès va passar els seus últims mesos en part a la seva ciutat natal, amb el capità encara en el càrrec, en part a la vora del llac de Garda, a Sirmione, on va buscar consol d'una malaltia que ara el condemnava. Siena seguirà sent per a ell la seva ciutat natal, la ciutat de la seva vida. Finalment, l'any 1966, s'instal·là definitivament a Sirmione, potser conscient que el final era a prop: el 25 de gener de 1967, Ettore Bastianini va morir a Sirmione, als quaranta-quatre anys, al costat de la jove que havia estimat, a qui havia vist marxar quatre anys abans, quan li van diagnosticar càncer i que va estar al seu costat en les seves últimes hores. Siena li reserva els funerals dels grans i conserva la seva tomba al Cementiri de Laterino.
Poc se sap de la vida personal de Bastianini, que els seus companys defineixen per unanimitat com un home de gran reserva i sensibilitat: el 1945, quan encara era molt jove, va tenir un fill, a qui va anomenar Jago, en honor a un paper en el qual debutaria només vint anys després. Aquest és un petit testimoni d'un amor infinit per la música i el teatre. La correspondència, conservada ara a la Biblioteca Donizetti de Bèrgam, és testimoni de l'únic vincle sentimental significatiu amb una ballarina molt jove de La Scala, Manuela Bianchi Porro, una relació que Bastianini va interrompre després de ser diagnosticat de neoplàsia. Podria haver estat tractat, potser una operació li hauria pogut allargar la vida, si no l'hagués salvat; però Bastianini preferia tractaments menys invasius que li deixaren uns quants dies, o mesos, o anys més d'escenari i cant. Només després de la seva mort, el públic, inclosos els seus amics més propers, es va assabentar de la seva malaltia: la discreció de l'home també havia prevalgut en aquest aspecte.

## Aspectes vocals i artístics
Dotat d'una veu estesa i, originàriament, força fosca (d'aquí el malentès de la seva classificació com a baix), Bastianini va poder presumir, en la curta dècada de plena salut vocal, el timbre i el gruix vocal més autèntics del baríton Verdi, i és precisament en les parts nobles i sostingudes del compositor de Busseto on va crear les seves interpretacions més famoses (en primer lloc Rodrigo a Don Carlo, després Vargas a La Forza) del Destino, Germont a Traviata, el Comte a Trovatore, Renato a Ballo in Maschera, Rolando a Battle of Legnano, Rigoletto, Nabucco etc.). Pel que fa a les característiques destacades de Bastianini, a més d'una anàlisi en profunditat que es pot fer a partir dels treballs citats a la bibliografia, val la pena resumir el que s'informa en el llibre de Piero Mioli -Giuseppe Verdi, Le nozze di musica e dramma - Neoclassica editore, 2022: "el baríton verdià... neix del cantant baix...: Ettore Bastianini, el gran baríton verdià, va començar la seva carrera com a baix i fins i tot com a baríton atrevit i esvelt va mantenir sempre aquell timbre càlid, fosc i auster com el violoncel o la viola de gamba.... Un dels mèrits de Bastianini, a més de la seva veu sobirana, ampla, ressonant, homogènia, va ser la continuïtat melòdica. del seu cant i sonoritat, tant és així que tot en ell semblava un gloriós cantabile legato, immaculat i molt noble..... Un actor notable i un orador molt precís”.
La perfecció de la respiració, i la consegüent plasticitat del legato, el van indicar, en el seu moment, també en les parts dramàtiques de baríton del bel canto, especialment a Donizetti: Alfonso a Favorita, Enrico a Lucia di Lammermoor, Severo a Poluto, un dels seus majors èxits a La Scala. El musicòleg Rodolfo Celletti, però, ha subratllat la manca d'educació de Bastianini en el cant a mezzo voce, indispensable, segons ell, en el primer repertori romàntic. Altres han contestat que en el període històric en què Bastianini va fer la seva carrera encara no hi havia una consciència filològica capaç de satisfer els criteris evocats per Celletti. Tanmateix, l'habilitat de cantar a mezzo voce és il·lustrada per Bastianini a Don Carlo dirigit per Von Karajan, Salzburg 1958, amb l'arioso "Carlo ch'è solo il nostro amore". L'anàlisi crítica i musical més recent ha ajudat, però, a corregir (invalidant substancialment) les crítiques negatives que va rebre Bastianini en el seu temps, situant la seva veu entre els grans intèrprets.
Part del camí artístic del baríton sienès està marcat per la seva aproximació al verisme: la seva caracterització reeixida va ser la de Carlo Gérard a Andrea Chénier. Un altre sector força influent en la seva educació va ser el de l'òpera russa: Txaikovski, Stravinski i Prokófiev, encara que representades en italià.

## Arxiu i Associació Ettore Bastianini

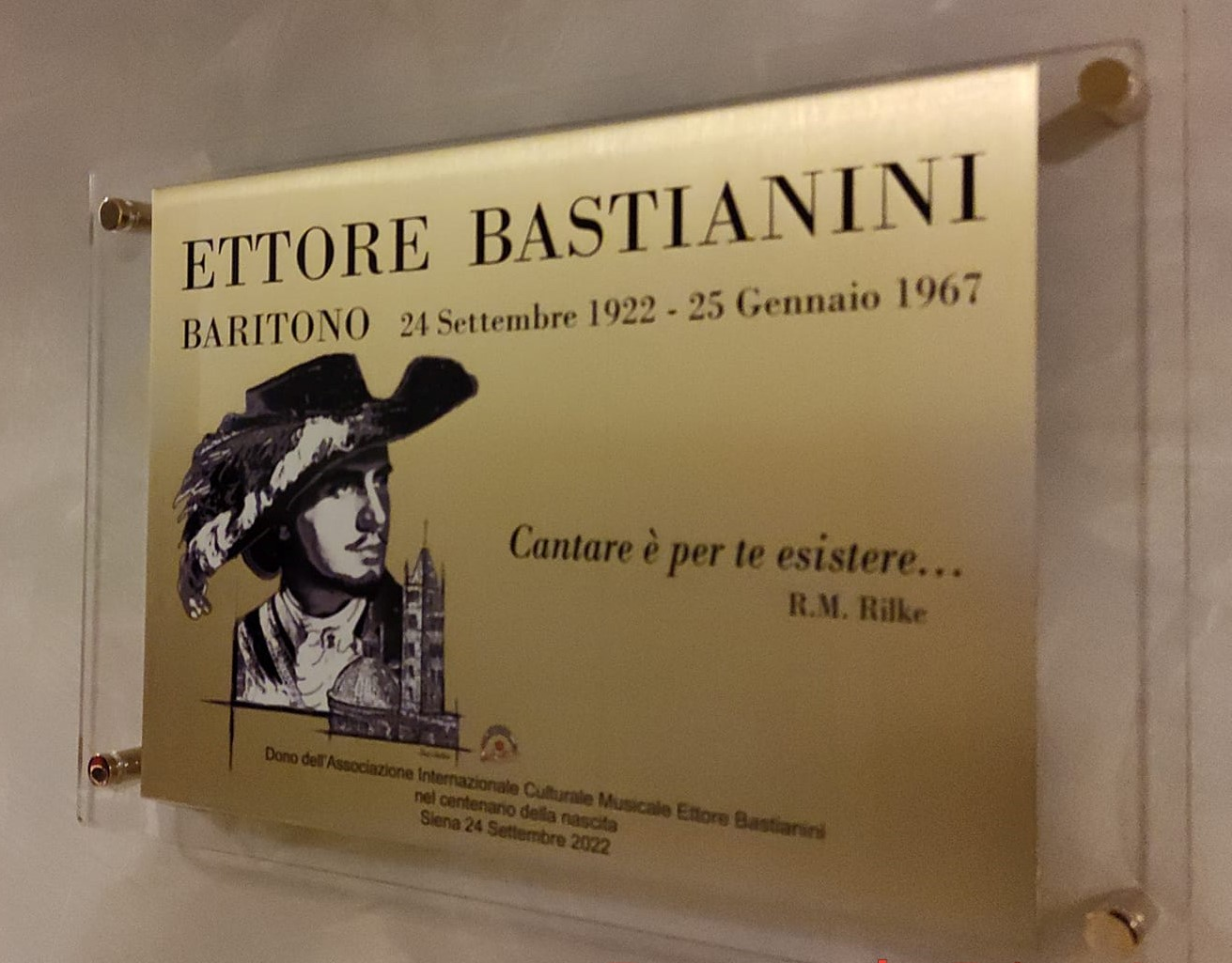
Placa col·locada l'any 2022 al vestíbul del Teatro dei Rinnovati de Siena, obra d'Alberto Zucchetta i regal de l'Associació Ettore Bastianini

La major part de la col·lecció Ettore Bastianini ha arribat a la Contrada della Pantera per llegat testamentari a la seva mort; Una altra documentació va ser donada per amics i coneguts de Bastianini en diferents moments: en particular material audiovisual de la col·lecció privada de Luigi Rapezzi i documents guardats per Aldo Venturini, advocat i amic de Bastianini. La documentació inclou: Escriptures i documents; Diaris, agendes i quaderns: un diari de records conservat per Ettore Bastianini, que cobreix un període des del 1945 fins al 1964, va ser donat a l'arxiu de la Contrada; fotografies; Dibuixos: Vestuari i attrezzo escènic: Documents en suports avançats: encara es conserva molt material sonor i audiovisual a les caixes on va arribar al cos de conservació i a la Biblioteca. L'any 2018, la senyora Manuela Bianchi Porro va fer donació de les cartes que li va escriure Ettore Bastianini entre 1958 i 1963 a la Biblioteca de Música Gaetano Donizetti de Bèrgam. L'any 2021 aquestes cartes van ser recollides i publicades íntegrament al llibre Els meus pensaments per a tu.
L'Associació Cultural i Musical Internacional Ettore Bastianini (fundada l'any 2012, web www.associazioneettorebastianini.org) conserva i transmet contínuament la seva memòria artística: amb motiu del centenari del seu naixement, entre altres coses, va promoure el tema. per Poste Italiane d'un segell commemoratiu, va patrocinar la publicació de la biografia publicada el 2022 i va donar al Teatro dei Rinnovati de Siena la placa que anomena el Foyer del Teatre amb Ettore Bastianini; Des del 2017, atorga cada dos anys el Premi Bastianin a barítons amb una capacitat vocal significativa (fins al 2022 el Premi es va atorgar a Simone Piazzola, Nicola Alaimo, Luca Salsi i, in memoriam, a Dmitri Hvorostovsky; el 2024 a Amartuvshin Enkhbat). A més, l'Associació documenta a la seva pàgina web les conferències i trobades que organitza anualment sobre els aspectes artístics i vocals del baríton, informa d'una selecció fotogràfica molt àmplia i ha impulsat durant el primer quadrimestre de 2023 la publicació d'un CD d'interpretacions inèdites. del baríton , que se suma a la discografia ja extensa disponible, i la publicació completa (pòstuma) del llibre Les cronologies originals d'Ettore Bastianini, una obra que no es limita només a la llista detallada i cronològica de les actuacions de Bastianini. al llarg de la seva carrera, però conté una extensa i documentada revisió crítica.

## Repertori per ordre cronològic i dates de debut
Rols de baix

1. Puccini, La Bohème. Colline. Ravenna 16-11-1945
2. Verdi, Rigoletto. Sparafucile. Rubiera, Estate 1946
3. Rossini, Barbiere. Basilio. Idem
4. Puccini, Madama Butterfly. Bonzo. Firenze 7-8-1946
5. Donizetti, Lucia di Lammermoor. Raimondo. Il Cairo 1-2-1947
6. Verdi, Aida. Ramfis. Palermo 24-7-1947
7. Verdi, Il trovatore. Ferrando. Cesena 29-9-1947
8. Ponchielli, La Gioconda. Alvise. Ferrara, dicembre 1947
9. Berlioz, Dannazione di Faust. Brander. Genova 1-7-1948
10. Stravinskij, Oedipus Rex. Tiresia. Milano 24-4-1948
11. Gounod, Faust. Mefistofele. Cento, settembre 1948
12. Puccini, Tabarro. Il Talpa. Barcellona, dicembre 1948
13. Respighi, La Fiamma. Vescovo. Barcellona 14-12-1948
14. Bellini, La sonnambula. Rodolfo. Il Cairo, gennaio 1949
15. Bellini, I puritani. Giorgio. Barcellona, dicembre 1949
16. Thomas, Mignon. Lotario. Il Cairo 29-12-1949
17. Verdi, La forza del destino. Padre Guardiano. Il Cario, gennaio 1950
18. Saint-Saëns, Samson et Dalila. Abimelech. Il Cario 16-2-1950
19. Massenet, Manon. Il Conte. Lucca, settembre 1950
20. Puccini, Turandot. Timur. Lucca, settembre 1950
21. Smetana, La sposa venduta. Mika. Torino 19-10-1950
22. Rossini, Guglielmo Tell. Gualtiero. Il Cairo 15-2-1951

Rols de baríton

1. Verdi, La Traviata. Germont. Siena 17-1-1952
2. Verdi, Rigoletto. Rigoletto. Siena 19-7-1952
3. Verdi, Aida. Amonasro. Pescara, agosto 1952
4. Pietri, Arsa del Giglio. Schiantacatene. Portoferraio 20-9-1952
5. Ciaikovskij, Dama di Picche. Jeletzky. 26-12-1952
6. Puccini, Tabarro. Michele. Amburgo 1953
7. Donizetti, Lucia di Lammermoor. Enrico. Firenze 25-1-1953
8. Paisiello, Barbiere. Figaro. Firenze 25-3-1953
9. Strauss, Capriccio. Olivier. Genova 17-4-1953
10. Prokofjev, Guerra e Pace. Andrej. Firenze 26-5-1953
11. Verdi, Forza del Destino. Vargas. Augsburg 13-8-1953
12. Bizet, Pescatori di Perle. Zurga. Trieste 14-8-1953
13. Giordano, Andrea Chénier. Gérard. Torino 19-9-1953
14. Perosi, Passione. Cristo. Perugia 1-10-1953
15. Verdi, Trovatore. Conte. New York 25-12-1953
16. Massenet, Thais. Athanael. Trieste 10-2-1954
17. Menotti, Amahl. Melchiorre. Genova 27-3-1954
18. Ciaikovskij, Eugenio Oneghin. Oneghin. Milano 10-5-1954
19. Ciaikovskij, Mazeppa. Mazeppa. Firenze 6-6-1954
20. Puccini, La bohème. Marcello Torino 9-10-1954
21. Verdi, Don Carlo. Rodrigo. New York 28-1-1955
22. Dargomizhskij, Il convitato di pietra. Don Carlos. Perugia 24-9-1955
23. Bellini, I puritani. Riccardo. Chicago 31-10-1955
24. Ponchielli, Gioconda. Barnaba. Firenze 7-1-1956
25. Verdi, Ballo in Maschera. Renato. Milano 12-4-1956
26. Rossini, Barbiere. Figaro. Verona 21-7-1956
27. Donizetti, Favorita. Alfonso. Monterrey, ottobre 1956
28. Leoncavallo, Pagliacci. Tonio. Monterrey, ottobre 1956
29. Gounod, Faust. Valentino. Napoli 1-12-1956
30. Bizet, Carmen. Escamillo. New York 11-2-1957
31. Verdi, Ernani. Don Carlo. Firenze 14-6-1957
32. Cilea, Adriana. Michonnet. Milano 4-1-1958
33. Leoncavallo, Bohème. Rodolfo. Napoli 15-2-1958
34. Puccini, Tosca. Scarpia. Napoli 28-3-1958
35. Donizetti, Elisir d'amore. Belcore. Milano 14-4-1958
36. Bellini, Pirata. Ernesto. Milano 19-5-1958
37. Verdi, Nabucco. Nabucco. Milano 1-6-1958
38. Handel, Heracles. Lichas. Milano 29-12-1958
39. Mascagni, Cavalleria. Alfio. Verona 15-8-1960
40. Donizetti, Poliuto. Severo. Milano 7-12-1960
41. Verdi, Battaglia di Legnano. Milano 7-12-1961
42. Berlioz, Damnation de Faust. Mephistophélès. Napoli 26-12-1964
43. Verdi, Otello. Jago. Il Cairo 13-3-1965
44. Mascagni, Le Maschere. Tartaglia. Milano 1960
45. Mascagni, L'amico Fritz. Rabbino David.
46. Mascagni, Lodoletta. Franz.

## Discografia

### Gravats d'estudi
| Any  | Títol Rol                                | Casting                                                              | Director                    | Segell              |
| ---- | ---------------------------------------- | -------------------------------------------------------------------- | --------------------------- | ------------------- |
| 1953 | Aïda Amonasro                            | Mary Curtis Verna, Umberto Borsò, Oralia Domínguez                   | Franco Capuana              | Remington           |
| 1955 | La favorita Alfonso IX                   | Giulietta Simionato, Gianni Poggi, Jerome Hines                      | Alberto Erede               | Decca               |
|      | La forza del destino Don Carlo di Vargas | Renata Tebaldi, Mario Del Monaco, Cesare Siepi                       | Francesco Molinari-Pradelli | Decca               |
| 1956 | Il barbiere di Siviglia Figaro           | Alvinio Misciano, Giulietta Simionato, Cesare Siepi, Fernando Corena | Alberto Erede               | Decca               |
| 1957 | Andrea Chénier Carlo Gérard              | Renata Tebaldi. Mario Del Monaco, Fiorenza Cossotto                  | Gianandrea Gavazzeni        | Decca               |
|      | Cavalleria rusticana Alfio               | Renata Tebaldi, Jussi Björling                                       | Alberto Erede               | RCA/Decca           |
|      | La Gioconda Barnaba                      | Anita Cerquetti, Mario Del Monaco, Giulietta Simionato, Cesare Siepi | Gianandrea Gavazzeni        | Decca               |
| 1959 | La bohème Marcello                       | Carlo Bergonzi, Renata Tebaldi, Cesare Siepi, Gianna D'Angelo        | Tullio Serafin              | Decca               |
| 1959 | Lucia di Lammermoor Enrico Ashton        | Renata Scotto, Giuseppe Di Stefano, Ivo Vinco                        | Nino Sanzogno               | Ricordi             |
| 1960 | Rigoletto                                | Renata Scotto, Alfredo Kraus, Ivo Vinco, Fiorenza Cossotto           | Gianandrea Gavazzeni        | Ricordi             |
|      | Un ballo in maschera Renato              | Gianni Poggi, Antonietta Stella, Adriana Lazzarini                   | Gianandrea Gavazzeni        | Deutsche Grammophon |
| 1961 | Don Carlo Rodrigo di Posa                | Flaviano Labò, Antonietta Stella, Boris Christoff, Fiorenza Cossotto | Gabriele Santini            | Deutsche Grammophon |
| 1962 | La traviata Giorgio Germont              | Renata Scotto, Gianni Raimondi                                       | Antonino Votto              | Deutsche Grammophon |
|      | Il trovatore Conte di Luna               | Carlo Bergonzi, Antonietta Stella, Fiorenza Cossotto, Ivo Vinco      | Tullio Serafin              | Deutsche Grammophon |

### Gravats en viu
(en ordre alfabetic per compositor)
- F. Cilea: Adriana Lecouvreur. amb Magda Olivero, Giulietta Simionato, Franco Corelli. - Dir. Mario Rossi. Nàpols en viu 1958.
- G. Donizetti: Poliuto. amb Maria Callas, Franco Corelli. - Dir. Antonino Votto. En viu Scala 1960.
- C. Gounod: Faust. amb Marcella Pobbe, Gianni Poggi, Raffaele Ariè. Dir. Gabriele Santini. Andromeda Nàpols en viu 1956
- S. Prokofjev - Guerra e Pace. amb Franco Corelli - Maggio Musicale Fiorentino.
- G. Puccini: Il Tabarro. amb Nora De Rosa, Salvatore Puma. - Dir. Mario Cordone. Andromeda En viu Hamburg 1953.
- G. Puccini: Tosca. amb Renata Tebaldi, Giuseppe di Stefano - Dir. Gianandrea Gavazzeni. En viu Brussel·les 1958
- G. Verdi: Un Ballo in Maschera. amb Maria Callas, Giuseppe di Stefano. - Dir. Gianandrea Gavazzeni. En viu la Scala 1957.
- G. Verdi: La Battaglia di Legnano. amb Franco Corelli, Antonietta Stella. - Dir. Gianandrea Gavazzeni. En viu la Scala 1961.
- G. Verdi: Don Carlo. amb Anita Cerquetti, Fedora Barbieri, Angelo Loforese, Cesare Siepi. - Dir. Antonino Votto. En viu Florència 1956.
- G. Verdi: Don Carlo. amb Sena Jurinac, Giulietta Simionato, Eugenio Fernandi, Cesare Siepi. - Dir. Herbert von Karajan. En viu Salisburgo 1958.
- G. Verdi: Don Carlo. amb Sena Jurinac, Regina Resnik, Eugenio Fernandi, Boris Christoff. - Dir. Nello Santi. En viu Salisburgo 1960.
- G. Verdi: Don Carlo. amb Margherita Roberti, Anna Maria Rota, Luigi Ottolini, Boris Christoff - Dir. Mario Rossi. Gravació als estudis RAI de Torí l'any 1961
- G. Verdi: Don Carlo. amb Martina Arroyo, Biserka Cvejić, Bruno Prevedi, Jerome Hines - Dir. Thomas Schippers. En viu Metropolitan New York 11 dicembre 1965
- G. Verdi: Ernani. amb Anita Cerquetti, Mario del Monaco, Boris Christoff. - Dir. Dimitri Mitropoulos. En viu Florència 1957.
- G. Verdi: Ernani. amb Margherita Roberti, Mario del Monaco, Nicola Rossi Lemeni. - Dir. Fernando Previtali. En viu Nàpols 1960.
- G. Verdi: Nabucco. amb Mirella Parutto, Luigi Ottolini. - Dir. Bruno Bartoletti. En viu Florència 1961.
- G. Verdi: La Traviata. amb Maria Callas, Giuseppe di Stefano. - Dir. Carlo Maria Giulini. En viu la Scala 1955.
- G. Verdi: La Forza del Destino. amb Antonietta Stella, Giuseppe di Stefano, Giulietta Simionato - Dir. Dimitri Mitropoulos. En viu Viena Staatsoper 1960
- G. Verdi: Il Trovatore. amb Antonietta Stella, Carlo Bergonzi, Giulietta Simionato.- Dir. Fausto Cleva. En viu Metropolitan 1960
- G. Verdi: Il Trovatore. amb Mirella Parutto, Franco Corelli, Fedora Barbieri.- Dir. Oliviero De Fabritiis. En viu erlín 1961
- G. Verdi: Il Trovatore. amb Antonietta Stella, Franco Corelli, Fiorenza Cossotto.- Dir. Gianandrea Gavazzeni. En viu la Scala 1962
- G. Verdi: Il Trovatore. amb Leontyne Price, Franco Corelli, Giulietta Simionato. - Dir. Herbert Von Karajan. En viu Salisburgo 1962.
- G. Verdi: Il Trovatore. amb Antonietta Stella, Gastone Limarilli, Giulietta Simionato.- Dir. Oliviero De Fabritiis. Representació el 30 d'octubre de 1963 al Teatre Bunka Kaikan de Tòquio

## Videografia
- G. Verdi: Il Trovatore. Amb Leyla Gencer, Mario del Monaco, Fedora Barbieri. - Dir. Fernando Previtali. Reproducció d'una gravació feta el 8 d'abril de 1957. Disponible en DVD.
- G. Verdi: La forza del destino. Amb Renata Tebaldi, Franco Corelli, Oralia Dominguez, Boris Christoff. - Dir. Francesco Molinari Pradelli. Vídeo de la RAI durant una actuació especial amb els llums encesos al Teatre San Carlo de Nàpols, el 15 de març de 1958. Disponible en DVD.
- G. Verdi: Il Trovatore. Amb Claudia Parada, Antonio Annaloro, Lucia Danieli - Director Oliviero De Fabritiis. Actuació el 21 d'octubre de 1963 al Teatre Bunka Kaikan de Tòquio (falta el primer acte).
- Recital d'Àries i cançons, amb piano - Japó, en directe (vegeu el vídeo de YouTube "Cavatina di Figaro")
- També es coneixen una Traviata i un Trovatore Live: l'ària "Il balen del suo sorriso" d'aquest últim es pot trobar en línia, mentre que la Traviata es pot trobar en línia dos fragments de la sèrie de televisió nord-americana de 1955 Opera Cameos (el duet del segon acte i "Di provenza il mare il suol").
- Una gravació destacada de Rigoletto, produïda per a Dumont Television Network per Carlo Vinti el 1955 per a la sèrie Opera Cameos, està arxivada al "Paley Center for Media" de Nova York Ettore Bastianini va rebre el dret exclusiu de mostrar aquesta gravació al públic italià durant diversos actes de celebració del centenari del naixement del baríton.